# Cratere Rhoda
Rhoda  è un cratere sulla superficie di Venere.